# Zheroia kurochkini
Zheroia kurochkini (Жероя) — вид викопних птахів вимерлої родини Laornithidae ряду журавлеподібні (Gruiformes), що мешкав у еоцені близько 40 млн років тому. Викопні рештки знайдені у пластах формації Dzheroi 2 , на території Казахстану.
Типовий зразок (PO 3469) включає в себе лише одну кістку tibiotarsus.